# Kathleen Boothová
Kathleen Boothová (nepřechýleně Booth; 9. července 1922 Stourbridge – 29. září 2022 Sooke) vytvořila první jazyk symbolických adres a navrhla assembler pro první počítačové systémy na Londýnské univerzitě. Byla jedním z autorů návrhu tří různých strojů včetně ARC (Automatic Relay Calculator), SEC (Simple Electronic Computer) a APE(X)C.